# لاجئو الحرب الأهلية السورية في مصر
أصبحت مصر، التي تبعد حدودها عن سوريا، وجهة رئيسية للاجئين السوريين منذ عام 2012 بعد انتخاب الرئيس المصري محمد مرسي، الذي كان ينتقد بشار الأسد في موضوع الحرب الأهلية السورية. اعتبارًا من عام 2016، يوجد 114,911 لاجئ سوري مسجل يعيشون في مصر.
تخضع البلاد أيضًا للخطة الإقليمية للاجئين والصمود (3RP)، وهي جهد تنسيقي بين الدول المجاورة لسوريا ( الأردن، لبنان، تركيا، العراق )، مصر، ووكالات الأمم المتحدة مع منظمات غير حكومية بما في ذلك مفوضية الأمم المتحدة لشؤون اللاجئين و 240 شريكًا.

## الظروف التي يعيش فيها اللاجئين في مصر

### توظيف
مصر لديها سوق سوداء كبيرة ومعظم السوريين يعملون فيها. توجد مقاهي في هذا السوق السوداء يعمل فيها غالبية السوريين غير المسجلين. لدى غالبية السوريين المسجلين لدى مفوضية شؤون اللاجئين فرصة أكبر للحصول على وظيفة لأنهم في مصر بصورة قانونية. ليست مهمة الحصول على عمل بسيطة بسبب تحفظ مصر على وصول اللاجئين إلى سوق العمل طبقاَ لاتفاقية اللاجئين لعام 1951.

### الإسكان
في مصر، اللاجئين يسمح للعيش في المدن على عكس بعض البلدان المجاورة. غالبية السوريين أن المسجلين لدى المفوضية الإسكان في مصر بسبب برنامج إعادة التوطين. ومع ذلك، هناك المزيد من الحواجز التي تحول دون دخول في مصر. كان هناك أكثر الاحتجاز كوسيلة الإسكان عقد الأرض قبل الترحيل.

## التعليم

### المدارس العامة
في عام 2012، منح رئيس مصر السوريين حق الوصول إلى نظام المدارس العامة والمساعدة في التسجيل. التعليم مجاني للاجئين السوريين لكنه يستبعد التعليم العالي.  يجب على الطلاب الحصول على جوازات سفرهم ونسخة منه من سوريا. إذا لم يكن لدى الطالب نصه، فيمكنه إجراء اختبار تحديد المستوى لتحديد مستوى تعليمه. عند التقديم للمدرسة، يحصل الطلاب السوريون على وثيقة تمنحهم حق الوصول إلى تصريح إقامة لمدة عام واحد.

### مدارس اللاجئين
هناك مراكز تعليمية سورية في مصر تختلف عن نظام المدارس العامة لأنها معتمدة. هذه المؤسسات التعليمية هي مصدر للوظائف أو للمدرسين السوريين لأنه لا يُسمح لهم بالتدريس القانوني في نظام المدارس الحكومية المصرية. تقدم هذه المدارس المساعدة في المنهج المصري.

## رعاية صحية
قامت مصر بمساعدة المفوضية وغيرها من المنظمات غير الحكومية بتعميم الرعاية الصحية للاجئين السوريين وجعلت الرعاية الصحية المجانية. تعميم تأثير اللاجئين في المناطق الحضرية مثل القاهرة. كان هناك توحيد لنظام الرعاية الصحية والمزيد من الشفافية في التكاليف.

### تقديم خدمات
- تسجيل وقائع الميلاد وإصدار الشهادة
- إصدار البطاقات الصحية
- رعاية ما قبل الزواج
- رعاية ما قبل الولادة
- التمنيع الروتيني
- الاكتشاف المبكر لنقص هرمون الغدة الدرقية
- استشارات تغذية الرضع ومراقبة النمو
- إدارة أمراض الطفولة
- رعاية المراهقين
- فحوصات طبيه
- أحكام الطب
- علاج الأمراض المزمنة
- خدمات طب الأسنان

## رد مصر القانوني على الهجرة السورية
من أجل الحصول على وضع اللاجئ في مصر، يجب إثبات أن لدى مقدم الطلب خوف قوي من الاضطهاد. بعد حصولك على وضع اللاجئ، تحصل على بطاقة صفراء للمفوضية تمنحك تصريح إقامة مؤقتة لمدة ثلاث سنوات.  ومع ذلك، فإن مصر تفرض على اللاجئين تجديد تصاريحهم كل ستة أشهر.

### قيود
في يوليو 2013، طلبت الحكومة المصرية من اللاجئين السوريين الحصول على تأشيرات دخول ووثائق إقامة وتصريح عمل قبل أن يتمكنوا من دخول البلاد.  منذ تنفيذ هذا القانون، تم احتجاز 3,058 لاجئًا لمحاولتهم المغادرة بطريقة غير قانونية عن طريق البحر. يتم احتجاز 75 لاجئة من بلدان متعددة، بما في ذلك سوريا، في السجن بزعم أنهم يحملون جوازات سفر مزورة، ولا يحملون وثائق رسمية، ويحاولون المغادرة. هناك معدل بطالة مرتفع بين اللاجئين، بسبب المادة 11 لعام 1982 من القرار الوزاري الصادر عن وزارة العمل والتي تطلب من أصحاب العمل إثبات عدم توفر أي مواطن مصري لوظيفة قبل إصدار تصريح عمل للاجئ.